# カーチス号
カーチス号（カーチスごう、Curtiss Special）は、アート商会（後のアート金属工業）が日本自動車競走大会に参戦するために開発したレーシングカーである。1924年（大正13年）にアート商会の社主である榊原郁三と榊原真一の兄弟によって製作され、助手の一人として後の本田技研工業（ホンダ）創業者である本田宗一郎が製作に携わったことで特に知られる。
戦前の日本において最速のレーシングカーと考えられる車両であり、大正期のレース周回速度の最速記録はこの車両によって記録された（→#性能）。レース大会に出ればどの大会でも勝利を挙げ、「常勝」と言われるほどの戦績を誇った（→#戦績）。
日本自動車競走大会には「アート・カーチス」を登録名として参戦しているが、この記事では当時から通称され、現在も一般的に用いられている「カーチス号」を用いる。

## 概要
カーチス号は東京・湯島の自動車修理工場であるアート商会の社主である榊原郁三が、日本自動車競走大会に出場する目的で製作したレーシングカーで、1924年（大正13年）11月の第5回大会（東京・立川飛行場）から参戦し、1936年（昭和11年）6月の多摩川スピードウェイにおける第1回大会まで参戦を続けた。
名前の由来であるカーチス社の航空機用V型8気筒エンジンを搭載していることを特徴とし、車体は榊原兄弟が中心となりアート商会が独自に製作した。（→#基本構成）
カーチス号は榊原郁三の弟である榊原真一をドライバーとして日本自動車競走大会に繰り返し参戦し、当時の大会に参戦した車両の中でも高い競争力を発揮し、レースの1着や大会の優勝を複数回記録した。（→#レース参戦、#戦績）
この車両で特筆されるのは、当時アート商会で働いていた本田宗一郎がこの車両の製造やレース参戦に関わっていたことであり、これは本田が自動車レースに情熱を持つ端緒となった。
カーチス号は戦後まで生き残り、1970年代に本田に寄贈され、本田が興した本田技研工業（ホンダ）によってレストアが行われた。その後も同社で保管され、1998年以降はホンダコレクションホールでホンダの原点を物語る車両のひとつとして展示されている。（→#カーチス号のその後）

### 名称
「カーチス号」は通称で、当時のアート商会の関係者もそう呼んでいるが、レース参戦時の車両名（エントリー名）は単に「カーチス」もしくは「アート・カーチス」となっている。アート商会は英語名称を付けていないが、当時の英語記事では「Art-Curtiss」以外に、「Curtiss Special」（Art-Curtiss Special）と呼ばれており、現代でも「Curtiss Special」が英語名称として使用されている。

### 性能
航空機エンジンを搭載していることで100馬力以上の出力を有しており、日本自動車競走大会に参戦していた中では最大の出力を持つ車両のひとつだった。
1925年（大正14年）5月に代々木練兵場で開催された第6回大会では、1周2マイルの広大なオーバルトラックが設定されたことで（他のコースは基本的に1マイル）、カーチス号の性能は遺憾なく発揮された。同大会でカーチス号の直線区間の最高速は時速160 kmを優に超え、10マイル（5周）で争われた第6レースでは5周の平均速度でも時速150 ㎞を記録し、これは大正期において最も速いレース周回速度となった。
信頼性も高く、懸念点は全て自製のギアやディファレンシャルの歯車が破損しないかということくらいだったという。

### 2人乗りである理由

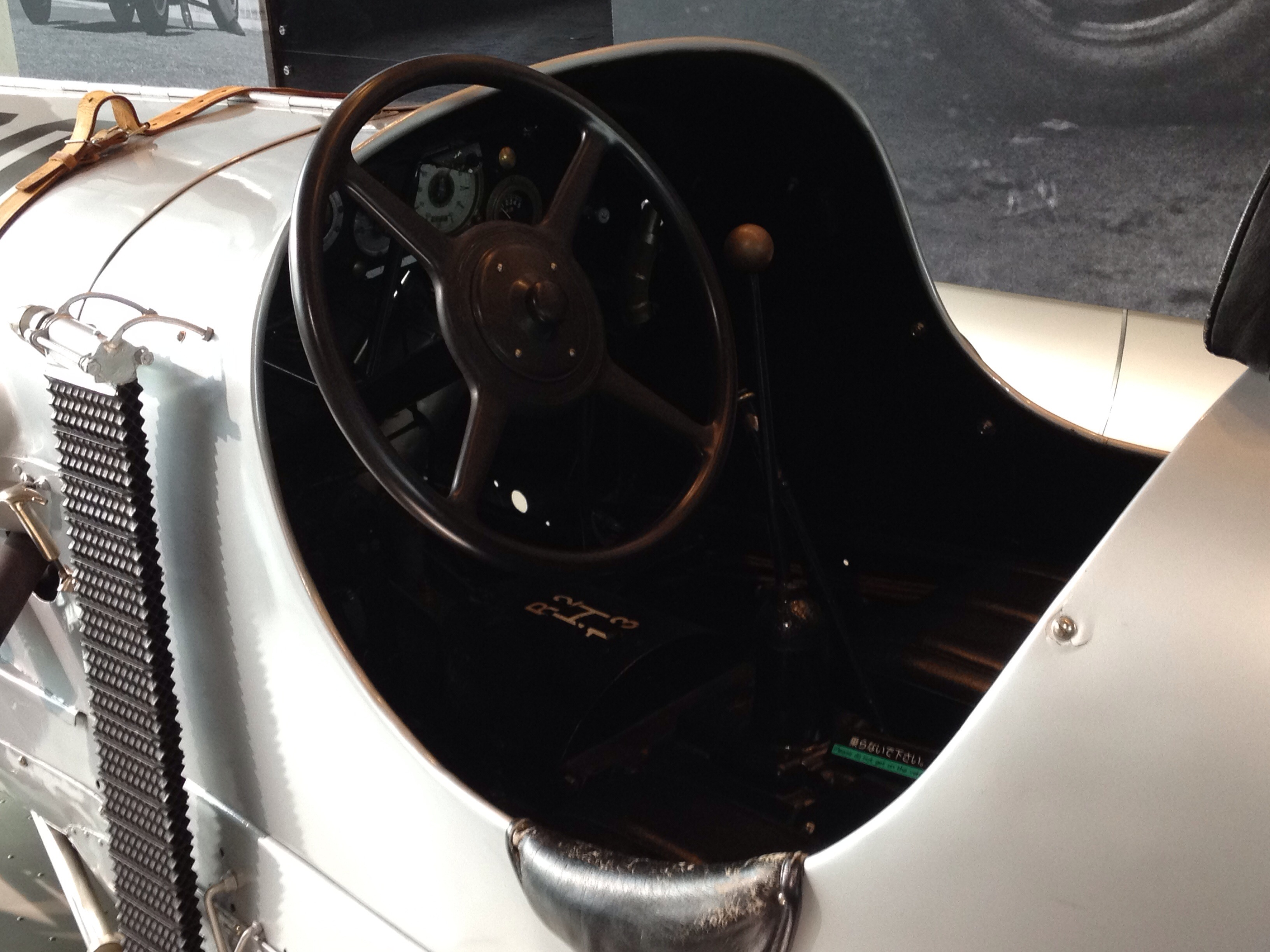
操縦席は車体左側、助手席は車体右側に位置し、この配置はダイムラー号と共通している。

1920年代前半当時のヨーロッパのグランプリカーと同様、カーチス号は燃料ポンプの調整を絶えず行う必要があったため、助手席にライディングメカニックが同乗した（→#燃料系統）。
加えて、レース中にトラブルが発生した場合やピットでタイヤ交換する際、作業を行えるのはドライバーと助手のライディングメカニックのみで、それ以外の者が作業することは規則で禁止されていた。そのため、ダイムラー号もカーチス号も細部まで知っていた本田がライディングメカニックに選ばれた。
また、日本自動車競走大会の参加車両の多くと同様、カーチス号もバックミラーは備えておらず、周囲の状況やレース展開をドライバーに伝えることもライディングメカニックの重要な仕事だった。

## 来歴

### 製作の端緒
カーチス号の製作者である榊原郁三は1917年（大正6年）に東京市本郷区湯島で「アート商会」を創業し、自動車修理業を営んでいた人物で、自身も優れたエンジニアだった。1920年代初めの当時は東京でも自動車修理工場の数は少なく、アート商会には当時の東京に存在した世界中の大小様々なメーカーの多様な二輪と四輪の自動車が持ち込まれていた。
榊原郁三はかつて伊賀氏広に師事し、伊賀が進めていた飛行機製作に共に関わった縁で自動車技術者の太田祐雄とは旧知の朋友だった。その太田が米国帰りで日本において自動車レース開催を強く推し進めようとしていた藤本軍次と意気投合したことから（1922年8月）、榊原もそれに加わり、藤本が設立した日本自動車競走倶楽部（NARC。1922年10月設立）にもその初期から会員となった。
NARCは1922年（大正11年）11月に日本自動車競走大会の第1回大会を開催し、榊原郁三と弟の真一は1923年（大正12年）4月に東京の洲崎埋立地で開催された第2回日本自動車競走大会（第2回自動車大競走）を観戦して、自分たちも競走用の車両を製造することを決意したとされる。
榊原郁三はこの大会の参加車両を観察してみて、その多くが米国車で、最高出力はいずれも50馬力から70馬力ほどであり、エンジン出力で圧倒すれば勝てるという算段を立て、これが後に製作する車両の基本方針となる。榊原が観戦した第2回大会では、余興として飛行機と自動車の競争が行われて飛行機が勝利しており、自動車に飛行機のエンジンを搭載するという発想はこの時に着想されたものだと言われている。

### ダイムラー号

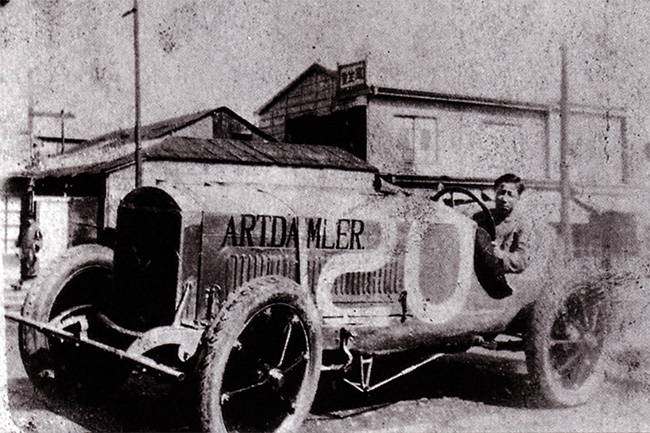
ダイムラー号（1924年頃）

榊原兄弟が最初に製作したのは、「ダイムラー号」（アート・ダイムラー）である。設計は兄の郁三が行い、製作そのものは弟の真一が中心となり、神田昌平橋のガード下に新たに設けられた分工場で、作業はアート商会の通常業務の終了後に進められた。アート商会の職工たちも協力し、修理見習い（丁稚）として奉公していた10代の本田宗一郎も製作を手伝った。
同車は1924年（大正13年）4月に立川飛行場で開催された第4回日本自動車競走大会でデビューした。アート商会にとって初参戦となるこの大会で、ドライバーは榊原真一、ライディングメカニックは本田宗一郎となり、このコンビがその後もアート商会のエース車両を任された。
- 「ダイムラー」エンジン

アート商会は「ダイムラー社の航空機用直列6気筒エンジンを搭載している」ということでこの車両を「ダイムラー号」と呼んだ。しかし、このエンジンは実際にはダイムラーの製品ではなく、同エンジンを東京砲兵工廠（陸軍造兵廠東京工廠）がコピー生産したものである（このエンジンについては「室0号」を参照）。東京砲兵工廠は湯島のアート商会にほど近い小石川に所在しており、アート商会は出力100馬力ほどという触れ込みで売りに出された払下げ品を入手した。
車体のフレームは米国車ビュイックのものが流用された。航空機エンジンを原動機として製造された自動車は、日本ではこのダイムラー号が初の例だと考えられる。榊原郁三が航空機用エンジンをレーシングカーに用いた理由はいくつかあり、低回転で粘りのある高トルクを期待でき、信頼性と耐久性も高く、加えて航空機用として軽量に作られていることから泥だらけのダートコースにも適しているという考えに基づいている。
- ダイムラー号のデビュー

ダイムラー号の製作は1923年4月の第2回大会のすぐ後に始められ、同年の夏が終わる頃にはほぼ完成した。9月1日の関東大震災で本社工場は全焼したが、レーシングカー製作の作業場だった神田の分工場に大きな被害はなく、製作中だったダイムラー号は震災による消失を免れた。
ドライバーは当初は設計者の榊原郁三が自ら務めようとしたが、弟の真一のほうが操縦が巧いとわかり、真一に委ねられた。同乗するライディングメカニックは、上記したように車体を細部まで知っていることから本田宗一郎が選ばれた。
ダイムラー号は1924年4月に東京の立川飛行場で開催された第4回日本自動車競走大会で初めてレースに参戦した。この大会では予選である第2レースの15マイル競走こそ3位を獲得したものの、決勝では惨敗に終わり、榊原郁三は新型車の開発を決意する。
その後、アート商会の主力はカーチス号に移り、ダイムラー号は他の参加者に貸し出される形で1925年の第8回大会まで使用された。
- 製造にあたって本田が果たした役割

ダイムラー号と後のカーチス号は航空機用エンジンを転用している都合上、駆動系の部品は現物合わせで自作していくほかなかった。そこで、鍛冶職人の子であり、奉公前にその技術をある程度仕込まれていた本田はクラッチマウントやエンジンマウントなどの特殊なパーツを製作し、重宝な存在になったという。

### カーチス号の製作
ダイムラー号の直列6気筒エンジンは目論見通り馬力もトルクもあったが、重量が重く、重心も高く、コーナリングで不利が大きかった。そのため、榊原郁三は新型車両では重心が低く軽量な航空機用のV型8気筒エンジンを搭載することにした。カーチス号が搭載したカーチスエンジンは複葉機のカーチス・ジェニーに積まれていたもので、日本における航空機パイオニアの一人である伊藤音次郎が千葉県津田沼町（現在の習志野市）で主宰していた伊藤飛行機研究所が所有していたものである。
榊原郁三は以前に航空機開発に携わっていた伝手から伊藤飛行機研究所のそれを譲り受けた。
製作作業について、設計は榊原郁三が行い、実際の作業はアート商会の職工たちが行い、困難なことは何もなく、むしろ簡単な部類の作業だったという。
完成後、練習を兼ねた試走として熊谷まで遠乗りが行われ、カーチス号はトルクがあるため、市街地も難なく走ったという。

### レース参戦

#### 1924年: カーチス号のデビュー

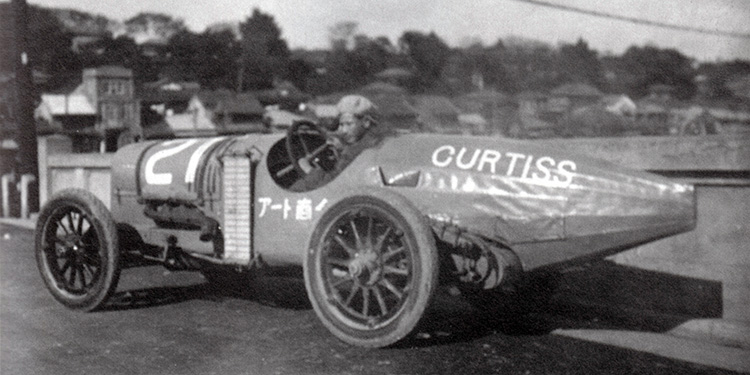
カーチス号（1924年頃）

1924年（大正13年）11月に神奈川県の鶴見埋立地で開催された第5回日本自動車競走大会で、アート商会はカーチス号をデビューさせた。ダイムラー号による参戦から引き続き、ドライバーは榊原真一が務め、そのコ・ドライバー（ライディングメカニック）は当時満18歳の本田宗一郎が務めた。
このレースは22日と23日の両日で最終レースが決勝レースとして行われ、22日の決勝レース（10周）ではカーチス号は2周目で故障してリタイアに終わる。23日は第1レース（5周）では白楊社がレース仕様に仕立てて出走させたガードナーとの一騎打ちとなり、6秒差でガードナーに敗れる。23日の決勝レース（20周）ではガードナーが出走しなかったこともあり、カーチス号が優勝を飾った。この大会は両日の各レースで獲得したポイントの合計で総合優勝が争われ、カーチス号はデビュー戦で総合優勝を達成した。
ダイムラー号の製作からカーチス号の参戦までの一連の経験は、本田にとってのモータースポーツの原体験となる。この時に本田の胸に燃えたモータースポーツへの情熱は、この後の生涯に渡って消えることがなく、後に本田が創業した本田技研工業（ホンダ）はモータースポーツにおいて二輪、四輪で様々な足跡を残していくことになる（詳細は「本田技研工業のモータースポーツ」を参照）。

#### 1925年
デビュー戦後もカーチス号はドライバー・榊原真一、ライディングメカニック・本田宗一郎のコンビで参戦を続け、車両そのものはボディの改造が繰り返されたことでその形状は変化し続けた。
参戦2戦目となる1925年（大正14年）5月の第6回大会では、会場となった代々木練兵場の広大な敷地に1周2マイルの長大なオーバルトラックが設定されたこともあって大正期の自動車レースでは最速となる高速のレースが展開された。前記したように、この大会でカーチス号は大正期では最速となる周回速度を記録した。
カーチス号は速さとともに高い信頼性を見せ、初参戦の第5回大会をはじめ、コースが泥濘と化してほとんどの車が足回りに支障を来たすような状況でも完走してしまう高い走破性を有していたことが伝えられている。1925年12月の第8回大会（開催地は東京・洲崎埋立地）もそんな大会のひとつで、決勝レースでほとんどの車がリタイアしていく中、カーチス号は完走して優勝を果たした。
その第8回大会を最後に自動車レースは開催されなくなり、カーチス号はアート商会の倉庫の奥にしまわれた。その後、榊原はかねてより計画していた製造業への転換を図るべく、余暇の時間はレースに代わってピストン製造の研究に没頭するようになった。

#### 1934年 - 1936年
1934年（昭和9年）10月、日本自動車競走大会が9年ぶりに開催されることになった（第9回大会）。開催地は東京の月島埋立地で、今日の地名では晴海である。
この時、本田宗一郎はすでにアート商会から独立して東京を去り、榊原からのれん分けされたアート商会浜松支店を営んでいたが、レース再開の報せを受けて浜松から駆けつけ、再びカーチス号のコ・ドライバーを務めた。このレースではカーチス号は主要レースである会長杯と全日本選手権に優勝した。前回大会から9年間のブランクはあったものの速さは健在で、1ラップの平均速度は悪路にもかかわらず時速100 ㎞を超え、この大会に参戦したレース仕様のブガッティ（T35・2台）やベントレー（3リッター）も破り、カーチス号はこの時点で「日本一速いレーシングカー」となった。
この第9回大会の優勝によってレース熱を再燃させた本田は自身で車両を作って参戦することを決意し、カーチス号のコ・ドライバーを務めたのはこのレースが最後となった。

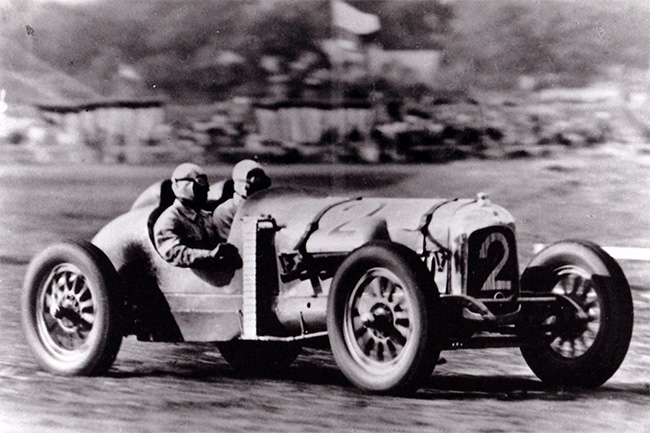
カーチス号（1936年6月）。ボディ形状がさらに変更されたほか、塗色と車番が変更された。

1936年（昭和11年）に多摩川スピードウェイが開業し、同年6月の第1回全日本自動車競走大会にカーチス号も参戦し、ボッシュカップ（25周）で優勝し、100周で争われた決勝レースでは2位になった。実質的にこのレースをもってカーチス号は引退した。
同年10月の第2回大会ではカーチス号はタイムレースに参戦しており、これがカーチス号の出走を確認できる最後のレースである。以降、1937年（昭和12年）のレースでは榊原兄弟は国産車のオオタ号（オオタ自動車工業）で参戦している。

### カーチス号のその後
日中戦争開戦（1937年）とその激化により、1938年（昭和13年）4月のレースを最後に多摩川スピードウェイにおける自動車レースは開催されなくなった。カーチス号は戦時中は神奈川県湘南（藤沢市）に所在する榊原家の別邸に疎開され、これにより戦災による消失を免れ、無傷の状態で終戦を迎えた。
戦後は忘れ去られた存在となるが、昭和30年代になってから、美学者で自動車の収集家である濱徳太郎と榊原家の間で交渉が行われ、カーチス号は吉祥寺の濱家に寄贈された。濱家が引き取った時点で、前輪2輪のタイヤと鉄製ホイールはすでに失われていたという。濱家が引き取った後、カーチス号は塗装については修復され、クラシックカーの展示イベントやテレビ番組などで紹介され、時折姿を現すようになる。
現役当時の関係者である本田宗一郎も、1967年（昭和42年）の春頃に現存の事実を知って濱家から同車を借り受け、自身が創業した本田技研工業（ホンダ）の社員たちに披露して当時の話に花を咲かせたという。
1975年（昭和50年）に濱徳太郎が死去したことを契機に、徳太郎の遺族はカーチス号は製造に携わった本田に託すのが良いだろうと考え、打診を受けた本田はその提案をとても喜び、同車を引き取ったという。1977年（昭和52年）に引き取られたカーチス号は、ホンダがこの時期に設立した自動車整備士養成学校であるホンダ学園（ホンダ・インターナショナル・テクニカル・スクール）の教員や学生たちによってレストアが行われた。この作業は1978年（昭和53年）春から翌1979年（昭和54年）春にかけて行われ、それまで長らく失われていた前輪もオリジナルと同じレプリカが製作され、往時の姿を取り戻した。カーチス号は走行も可能な状態として修復され、1979年11月3日、鈴鹿サーキットで開催されたJAFグランプリに際して、修復後の初走行が披露された。
その後、カーチス号はホンダコレクションホール（1998年開館）に収蔵され、ホンダの原点を物語る展示物のひとつとして常設展示されている。日本自動車競走大会に出場した車両としては、三井家のブガッティ・タイプ35Cなどと並び、数少ない現存車両の1台である（「日本自動車競走大会#現存車両」も参照）。

## 基本構成

### エンジン

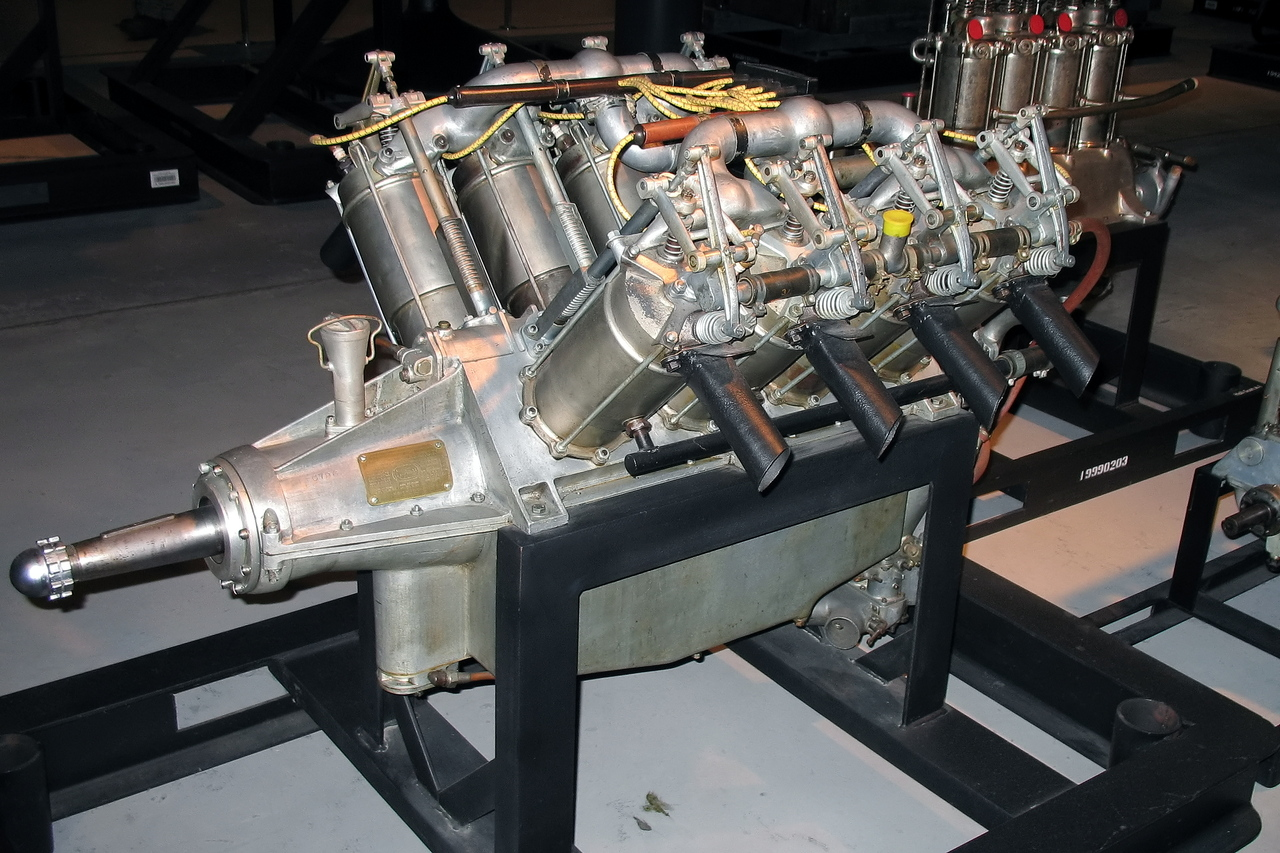
カーチス・OX-5エンジン（画像は1917年型）

エンジンは航空機用エンジンであるカーチス・OX-5が使用されている（排気量は8,326㏄）。
日本自動車競走大会は開催地はほぼ毎回異なるが、レースのたびに特設されるコースは2本の直線と2つの半円コーナーを組み合わせたオーバルトラックであり、これは毎回共通している。先代であるダイムラー号は直線部分では速かったものの、直列6気筒かつ大排気量（9.5リッター）のエンジンであったことから全高が高く、従って重心も高くなり半円を描くコーナリング時に安定を欠くという大きな欠点があった。
その欠点を踏まえ、後継車である本車両にはV型8気筒で重心が低いという利点を持つカーチスのOX-5エンジンが採用された。航空機用のV型エンジンは後に倒立型が主流となるが、OX-5エンジンが開発された第一次世界大戦の頃はVバンクを上にした正立型であり、航空機用のV型エンジンを自動車に転用することは比較的容易に可能だった。
カーチス社が公称している数値では、OX-5エンジンの出力は基本的に90馬力（1,350 rpm）で、瞬間的には100馬力（1,500 rpm）まで発生可能とされているが、カーチス号に搭載されたエンジンは高速域では3,000 rpmまで回り、第6回大会の時点で出力は「150馬力」、第8回大会の時点では「160馬力」と報じられている。
スターターは付いていないため、押し掛けとなる。
- アート商会による変更箇所

自動車用の車体に載せるにあたり、アート商会はエンジンの下部にあったキャブレターをVバンクの間に移動させた。トランスミッション（変速装置）は頑丈なトラック用を採用したとも言われているが、ギアボックスのケーシングはオークランドのそれを流用しつつ、ギア（歯車）そのものについてはアート商会で自製したとされる。
クラッチ（乾式多板クラッチ）はビュイックのそれを流用して本田が自作した。
アート商会は自動車競走大会の中で「アート商会でつくったピストンを使用している」というプラカードを掲げ、写真も現存しているが、これは宣伝のためのもので事実ではないと証言されている。

### 燃料系統
カーチス号は燃料タンク内の空気圧を調節するための機械式のオイルポンプを装備している。タンク内の気圧が下がるとガソリンが過少となり、高すぎるとエンジンかぶりを引き起こすことになるため、1920年代当時のヨーロッパのグランプリカーと同様、この燃料ポンプは助手（ライディングメカニック）によって操作され、助手は気圧計を見ながら、ポンプで気圧の調整を絶えず行った。
1934年の大会を前にカーチス号が全面オーバーホールされた際にこの作業は自動化され、助手が手押しポンプを押す必要はなくなった。

### 冷却系統
車体前部に搭載しているメインのラジエーターは当初はオークランドのものが使用され、後にシトロエン・10HPのものに換装された。
運転席前部の左右に付けられた縦長のサブラジエーターは飛行機の部品を流用している。これは初戦を前にテスト走行を重ねた中でメインのラジエーターだけでは容量不足となることが発覚したことから装着されたもので、こちらもその後の改修で交換され、時期によって形状が異なっている。

### 車体
カーチス号の車体部品の多くは基本的に築地の解体屋から集めた中古品で賄われている。これは先代のダイムラー号と同じである。
車体そのものは米国車のミッチェルのもの（1916年式と推定されている）が改造されて使用されている。これは自動車修理の際に、ミッチェルのフレームが鉄製ではなく鋼鉄製であることに榊原郁三が気づき、剛性を期待できると判断されたことで採用された。
コクピットは大正時代の日本人としては標準的な体型である榊原兄弟に合わせて作られている。

#### 足回り
ホイールは木製で、本田が自作した。
ブレーキはバンド式で、後輪のみに装備した。

### ボディ
ボディは主に薄い鉄板で作り、飛行機の軽量化技術を取り入れつつ、流線形を意識した形状とし、車体後部は航空機のように尾部にいくほど細まる形状をしていた。カーチス号のボディは大会によって違いがあり、尾部の形状は1934年の第9回大会（月島）の時点では穏やかな形に変更されている。
当初は尾部は長く、軽量化のために細いヒノキの骨組みに布を張るのみ（木骨羽布）となっていたが、1934年にオーバーホールされた際にショートテール化され、素材も軽金属を使ったもの（木骨鉄皮）に変更されている。
1936年の第1回全日本自動車競走大会（多摩川スピードウェイ）に出場した際は、運転席と助手席の両方にヘッドレストが設けられ、ボディ後方はさらに改造が加えられている。

### 外装
1934年の第9大会までは暗い色で塗装されており、初出場した第5回大会（鶴見埋立地）では塗色は「茶色」（brown）だったと伝えられている。1936年の多摩川スピードウェイにおける第1回大会では灰色（銀色）に変更されている。
当時のカーナンバーは基本的に日本自動車競走倶楽部（NARC）における車主の会員番号に基づいており、（おそらく榊原郁三の番号から）アート商会の持ち番号は「20」だった。この番号はダイムラー号に使用され続けたため、カーチス号は初出場した1924年の第5回大会から1925年の第8回大会までは「21」を付けた。1934年の第9大会でカーチス号は「20」を付け、その後、榊原の当時の会員番号に基づいて、1936年の多摩川スピードウェイにおける第1回大会では「2」に変更された。
車体には1920年代は「アート商会」や「CURTISS」、1930年代は「榊原自動車工場」の名前が掲出された。

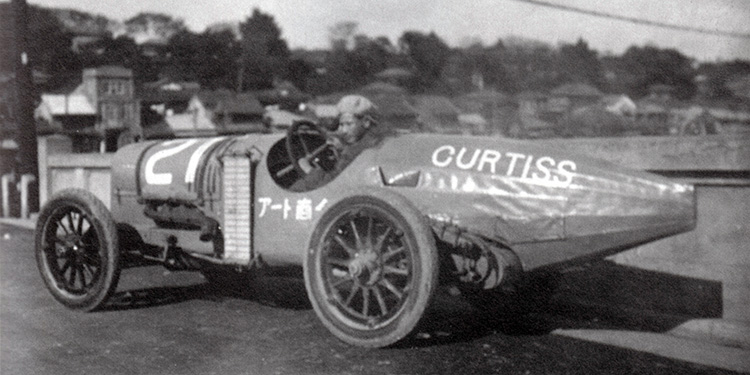
1924年（第5回大会）頃
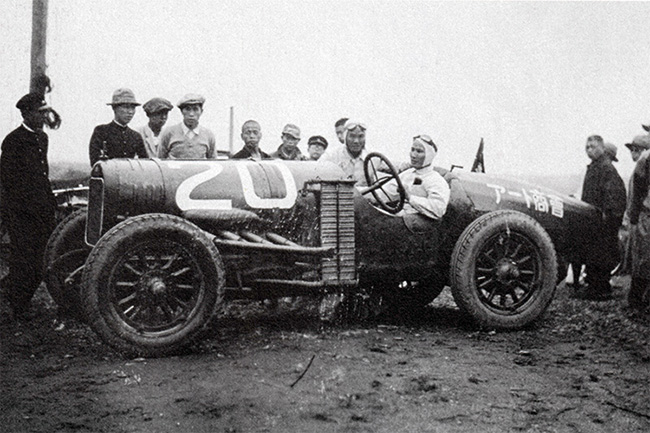
1934年（第9回大会）。この大会のみ車番「20」を付けた。
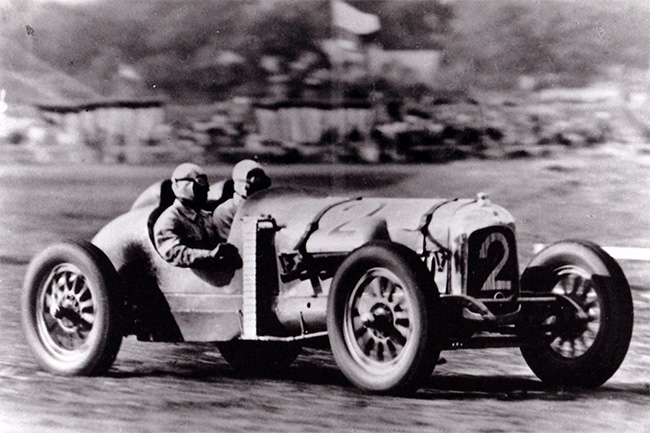
1936年（多摩川第1回大会）
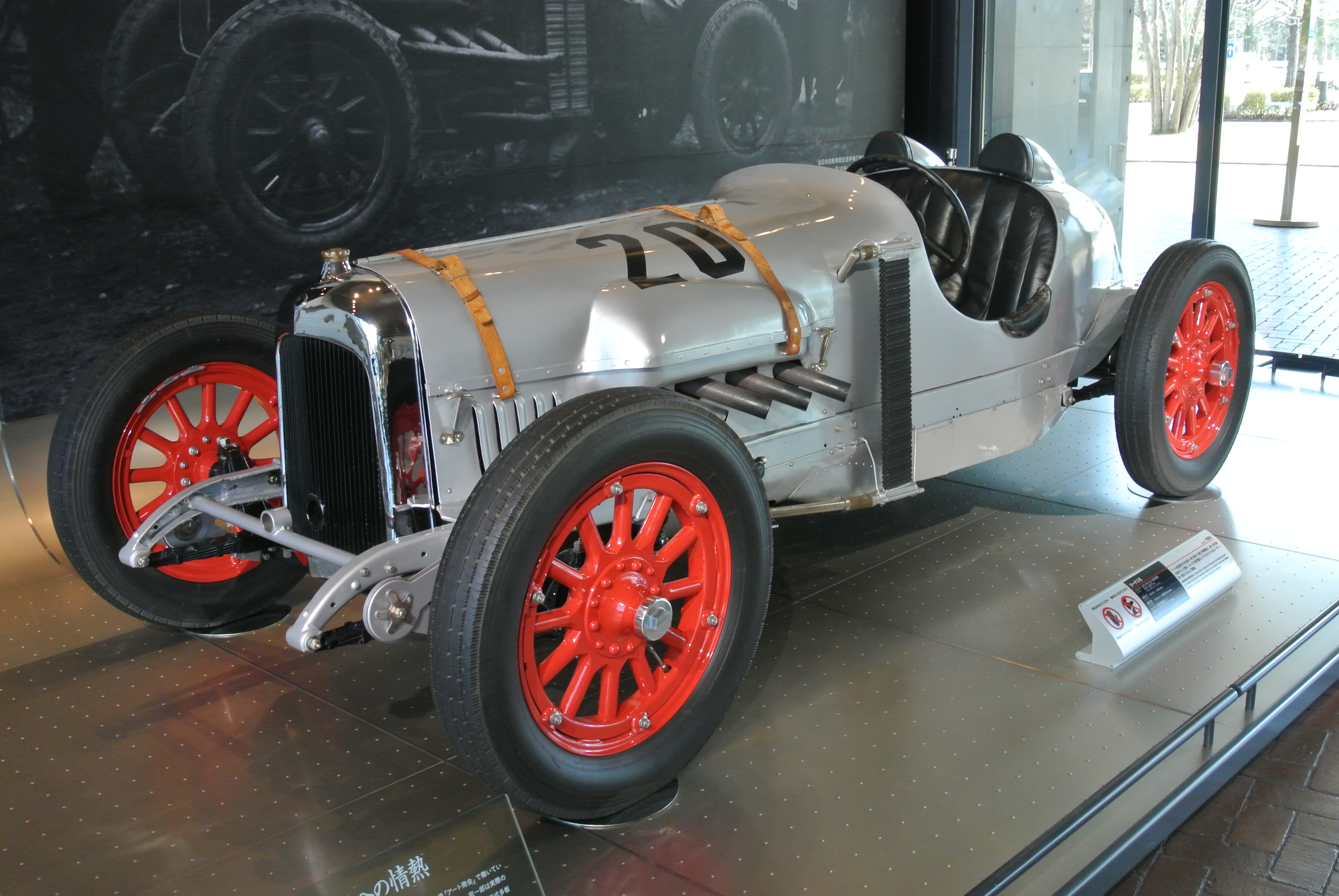
ホンダによるレストア車

## 戦績
※参戦したか不明なレースは割愛している。
| 年     | 日付         | 場所                 | 車番 | ドライバー | コ・ドライバー | 大会名称                                             | レース*1                     | 着順/順位*2 | 出典                        |
| ------ | ------------ | -------------------- | ---- | ---------- | -------------- | ---------------------------------------------------- | ---------------------------- | ----------- | --------------------------- |
| 1924年 | 11月22日(土) | 神奈川・鶴見埋立地   | 21   | 榊原真一   | 本田宗一郎     | 自動車競走大会 (第5回日本自動車競走大会)             | 第3レース（5周）             | 1着         | [ 78 ]                      |
| 1924年 | 11月22日(土) | 神奈川・鶴見埋立地   | 21   | 榊原真一   | 本田宗一郎     | 自動車競走大会 (第5回日本自動車競走大会)             | 第4レース（周回数不明）      | 1着         | [ 78 ]                      |
| 1924年 | 11月22日(土) | 神奈川・鶴見埋立地   | 21   | 榊原真一   | 本田宗一郎     | 自動車競走大会 (第5回日本自動車競走大会)             | 決勝レース（1日目、10周）    | リタイア    | [ 78 ] [ 46 ]               |
| 1924年 | 11月23日(日) | 神奈川・鶴見埋立地   | 21   | 榊原真一   | 本田宗一郎     | 自動車競走大会 (第5回日本自動車競走大会)             | 第1レース（5周）             | 2着         | [ 79 ] [ 46 ]               |
| 1924年 | 11月23日(日) | 神奈川・鶴見埋立地   | 21   | 榊原真一   | 本田宗一郎     | 自動車競走大会 (第5回日本自動車競走大会)             | 第6レース（周回数不明）      | 1着         | [ 79 ]                      |
| 1924年 | 11月23日(日) | 神奈川・鶴見埋立地   | 21   | 榊原真一   | 本田宗一郎     | 自動車競走大会 (第5回日本自動車競走大会)             | 決勝レース（2日目、20周）    | 優勝        | [ 46 ]                      |
| 1925年 | 5月4日(月)   | 東京・代々木練兵場   | 21   | 榊原真一   | 本田宗一郎     | 日米連合自動車競走大会 (第6回日本自動車競走大会)     | 第3レース（5マイル）         | 1着         | [ 13 ] [ 8 ]                |
| 1925年 | 5月4日(月)   | 東京・代々木練兵場   | 21   | 榊原真一   | 本田宗一郎     | 日米連合自動車競走大会 (第6回日本自動車競走大会)     | 第6レース（10マイル）        | 1着         | [ 13 ]                      |
| 1925年 | 5月4日(月)   | 東京・代々木練兵場   | 21   | 榊原真一   | 本田宗一郎     | 日米連合自動車競走大会 (第6回日本自動車競走大会)     | 決勝レース（30マイル）       | リタイア    | [ 13 ] [ 81 ] [ 82 ] [ 83 ] |
| 1925年 | 6月13日(土)  | 愛知・名古屋東練兵場 | 21   | 榊原真一   | 本田宗一郎     | 自動車競走大会 (第7回日本自動車競走大会)             |                              | [ 注釈 30 ] |                             |
| 1925年 | 6月15日(月)  | 愛知・名古屋東練兵場 | 21   | 榊原真一   | 本田宗一郎     | 自動車競走大会 (第7回日本自動車競走大会)             |                              |             |                             |
| 1925年 | 12月6日(日)  | 東京・洲崎埋立地     | 21   | 榊原真一   | 本田宗一郎     | 全国自動車競走大会 (第8回日本自動車競走大会)         | 第3レース（5周）             | 1着         | [ 69 ]                      |
| 1925年 | 12月6日(日)  | 東京・洲崎埋立地     | 21   | 榊原真一   | 本田宗一郎     | 全国自動車競走大会 (第8回日本自動車競走大会)         | 第6レース（10周）            | 1着         | [ 69 ]                      |
| 1925年 | 12月6日(日)  | 東京・洲崎埋立地     | 21   | 榊原真一   | 本田宗一郎     | 全国自動車競走大会 (第8回日本自動車競走大会)         | 決勝レース（15周）           | 優勝        | [ 69 ] [ 22 ]               |
| 1934年 | 10月13日(土) | 東京・月島埋立地     | 20   | 榊原真一   | 本田宗一郎     | 全日本自動車競走選手権大会 (第9回日本自動車競走大会) | 1日目・第2予選（3周）        | 1着         | [ 57 ]                      |
| 1934年 | 10月13日(土) | 東京・月島埋立地     | 20   | 榊原真一   | 本田宗一郎     | 全日本自動車競走選手権大会 (第9回日本自動車競走大会) | 会長杯争奪競走（1日目、6周） | 2位         | [ 57 ]                      |
| 1934年 | 10月13日(土) | 東京・月島埋立地     | 20   | 榊原真一   | 本田宗一郎     | 全日本自動車競走選手権大会 (第9回日本自動車競走大会) | 決勝（1日目、10周）          | 優勝        | [ 57 ]                      |
| 1934年 | 10月14日(日) | 東京・月島埋立地     | 20   | 榊原真一   | 本田宗一郎     | 全日本自動車競走選手権大会 (第9回日本自動車競走大会) | 2日目・第3予選（5周）        | 1着         | [ 57 ]                      |
| 1934年 | 10月14日(日) | 東京・月島埋立地     | 20   | 榊原真一   | 本田宗一郎     | 全日本自動車競走選手権大会 (第9回日本自動車競走大会) | 会長杯争奪競走（2日目、7周） | 優勝        | [ 57 ]                      |
| 1934年 | 10月14日(日) | 東京・月島埋立地     | 20   | 榊原真一   | 本田宗一郎     | 全日本自動車競走選手権大会 (第9回日本自動車競走大会) | 決勝（2日目、15周）          | 優勝        | [ 57 ]                      |
| 1936年 | 6月7日(日)   | 多摩川スピードウェイ | 2    | 榊原真一   | 北澤有次       | 全日本自動車競走大会 (第1回全日本自動車競走大会)     | ボッシュ・カップ（25周）     | 優勝        | [ 85 ] [ 57 ]               |
| 1936年 | 6月7日(日)   | 多摩川スピードウェイ | 2    | 榊原真一   | 北澤有次       | 全日本自動車競走大会 (第1回全日本自動車競走大会)     | 優勝カップ（100周）          | 2位         | [ 85 ] [ 57 ]               |
| 1936年 | 10月25日(日) | 多摩川スピードウェイ | 2    | 榊原真一   | (不明)         | 秋季自動車競走大会 (第2回全日本自動車競走大会)       | タイムレース                 | 棄権        | [ 59 ]                      |

- *1 1924年から1934年のレースは基本的に1周1マイル（約1,600メートル）のコースで、1925年5月の大会（代々木）のみ1周2マイル。1936年の多摩川スピードウェイのみ1周1,200メートル。
- *2 1924年と1925年のレースは決勝レース以外は予選レースという扱い。

## エピソード
- ドライバーは榊原郁三の4つ下の弟である真一が務めた。真一は酒もたばこもやらない真面目な人物で、助手を務めた本田宗一郎とは割合ウマが合っていたのではないかと言われている[18][注釈 32]。
- 本田宗一郎はカーチス号の製作を契機として「それ以来レーサー造りは病みつきになってしまった」と懐古して述べている[44][33]。

### カーナンバー20

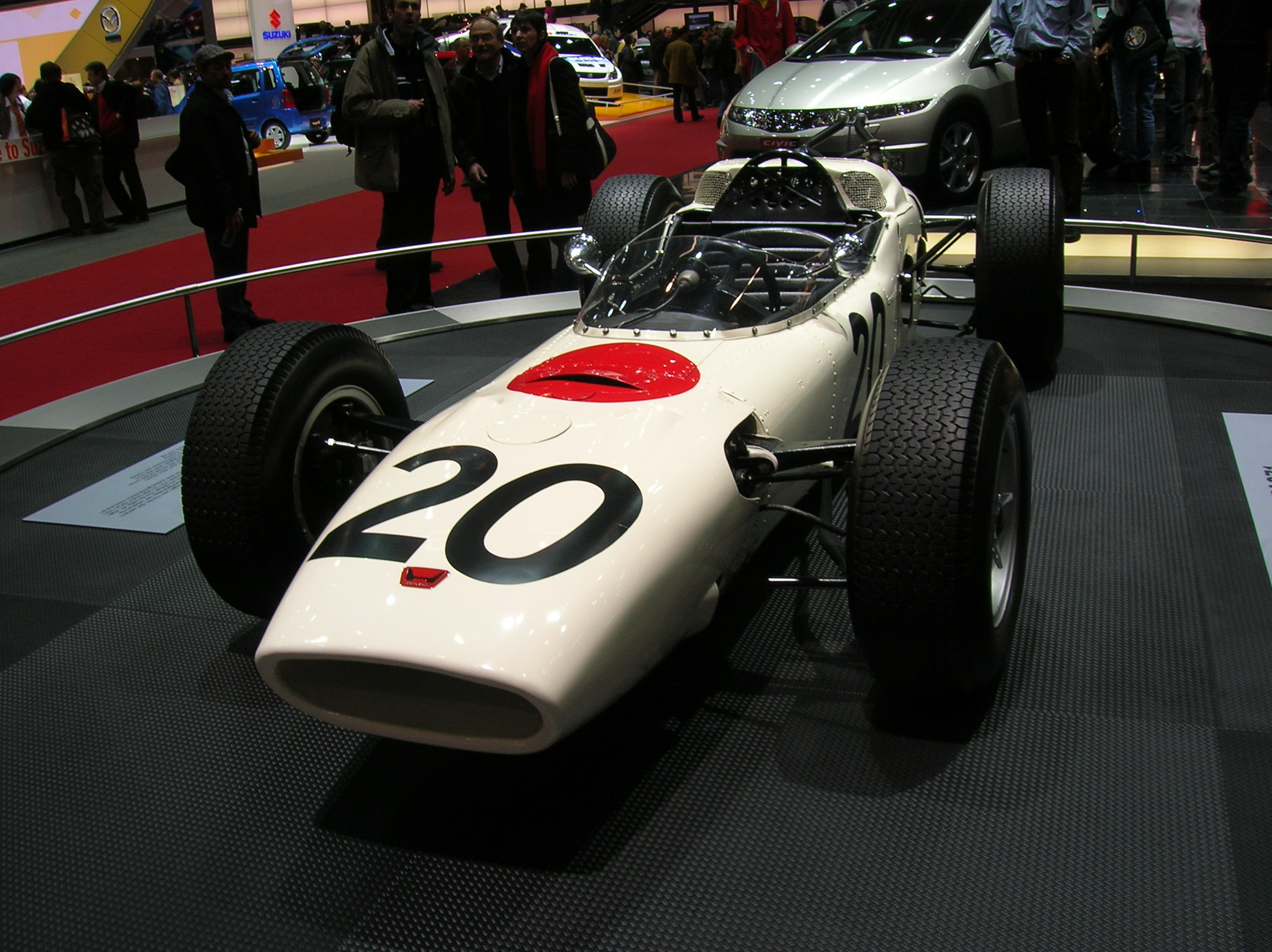
カーナンバー20を付けたホンダ・RA271（1964年ドイツGP仕様）

前記したようにカーチス号は1936年からはカーナンバーを「2」に変更した。その際、それまで榊原郁三の持ち番号でアート商会のエースナンバーだったカーナンバー「20」は本田宗一郎に譲られ、1936年の第1回全日本自動車競走大会（多摩川スピードウェイ）で、本田は自身が製作したハママツ号（濱松号、浜松号）にカーナンバー「20」を付けて出走した。それを踏まえたものか偶然なのかは定かでないが、ホンダF1が1964年ドイツグランプリでデビューした際、日本初のF1参戦車両であるホンダ・RA271にはカーナンバー20が付けられている。
濱徳太郎によって保存されていた期間、カーチス号のカーナンバーは最後に使用されていた時の「2」だったが、1970年代後半にホンダによってレストアが行われた際、カーナンバーは本田に縁のある「20」に改められている。

### ドライビングインプレッション
1979年（昭和54年）6月、レストアされた車両のテスト走行がホンダの荒川テストコースで行われた。この際、ステアリングを握った本田宗一郎は「昔とちっとも変わっていないなあ、だけどステアリングに粘りがない」と当時との違いを述べた。
自動車評論家の小林彰太郎はカーチス号に試乗した感想として、エンジンがフライホイールを持たないためスロットルレスポンスは鋭く、3段のギアはギア比が適切でエンジン回転数が低い割りに結構なスピードが出せ、ブレーキは頼りないが当時はグラベルの路面抵抗による減速が大きかったので制動には充分だったのだろう、といったことを印象として述べている。